# Jerzy Rożniecki
Jerzy Kazimierz Rożniecki (ur. 3 września 1929 w Piekarach na Mazowszu, zm. 25 stycznia 2007) – polski lekarz, pneumolog, alergolog i poeta, profesor doktor habilitowany nauk medycznych, kierownik Kliniki Pneumonologii i Alergologii AM, prodziekan Wydziału Lekarskiego i prorektor ds. Nauczania i Wychowania Akademii Medycznej w Łodzi, Prezes Polskiego Towarzystwa Fizjatrycznego (1986–1989).

## Życiorys
Wychował się w rodzinie chłopskiej. W młodości należał do Związku Młodzieży Wiejskiej RP „Wici”. Podczas II wojny światowej w 1943 roku związał się z podziemiem jako łącznik. Rozpoczął naukę w szkole średniej na tajnych kompletach, ostatecznie kończąc w ją w 1948 w Liceum Humanistycznym w Skierniewicach.
Następnie podjął studia lekarskie w Uniwersytecie Łódzkim, z którego w 1950 roku wyodrębniła się Akademia Medyczna. Studia ukończył w 1954 uzyskując dyplom lekarza. Następnie podjął pracę w Klinice Ftizjatrycznej, pod kierunkiem Jana Stopczyka. Obronił doktorat w 1962, a następnie habilitację 1968. W 1969 został kierownikiem Kliniki Pneumonologii i Alergologii Akademii Medycznej i wicedyrektorem Instytutu Medycyny Wewnętrznej. Z czasem został dyrektorem Instytutu. Był prodziekanem Wydziału Lekarskiego i prorektorem ds. Nauczania i Wychowania Akademii Medycznej w Łodzi.
W 1974 roku otrzymał tytuł profesora nadzwyczajnego, a w 1986 – zwyczajnego.
Był członkiem i założycielem Polskiego Towarzystwa Alergologicznego i członkiem władz naczelnych Towarzystwa, a także Prezesem Polskiego Towarzystwa Fizjatrycznego (1986–1989).

### Działalność poetycka
Rożniecki był także autorem liryków, fraszek i felietonów. Opublikował m.in.:
- Rymy, rytmy i nastroje: (oby Uczta Lucullusa), Pneumatologia i Alergologia Polska, 1993
- Metafory, Gamex, 1995, ISBN 978-83-904291-1-3
- Opowieści... z tej ziemi: śladami pamięci i wyobraźni, Akademia Medyczna, 1998
- Złota rybka i inne wiersze, Akademia Medyczna, 2002

### Życie prywatne
Mieszkał w Domu Literatów przy al. T. Kościuszki 98 w Łodzi.
Został pochowany w części rzymskokatolickiej Starego Cmentarza w Łodzi.

## Odznaczenia
- Krzyż Komandorski Orderu Odrodzenia Polski (1999)[10][3],
- Krzyż Oficerski Orderu Odrodzenia Polski,
- Krzyż Kawalerski Orderu Odrodzenia Polski,
- Odznaka tytułu honorowego „Zasłużony Nauczyciel Polskiej Rzeczypospolitej Ludowej”,
- Medal Komisji Edukacji Narodowej,
- Złoty Krzyż Zasługi[3].